# Asociado médico

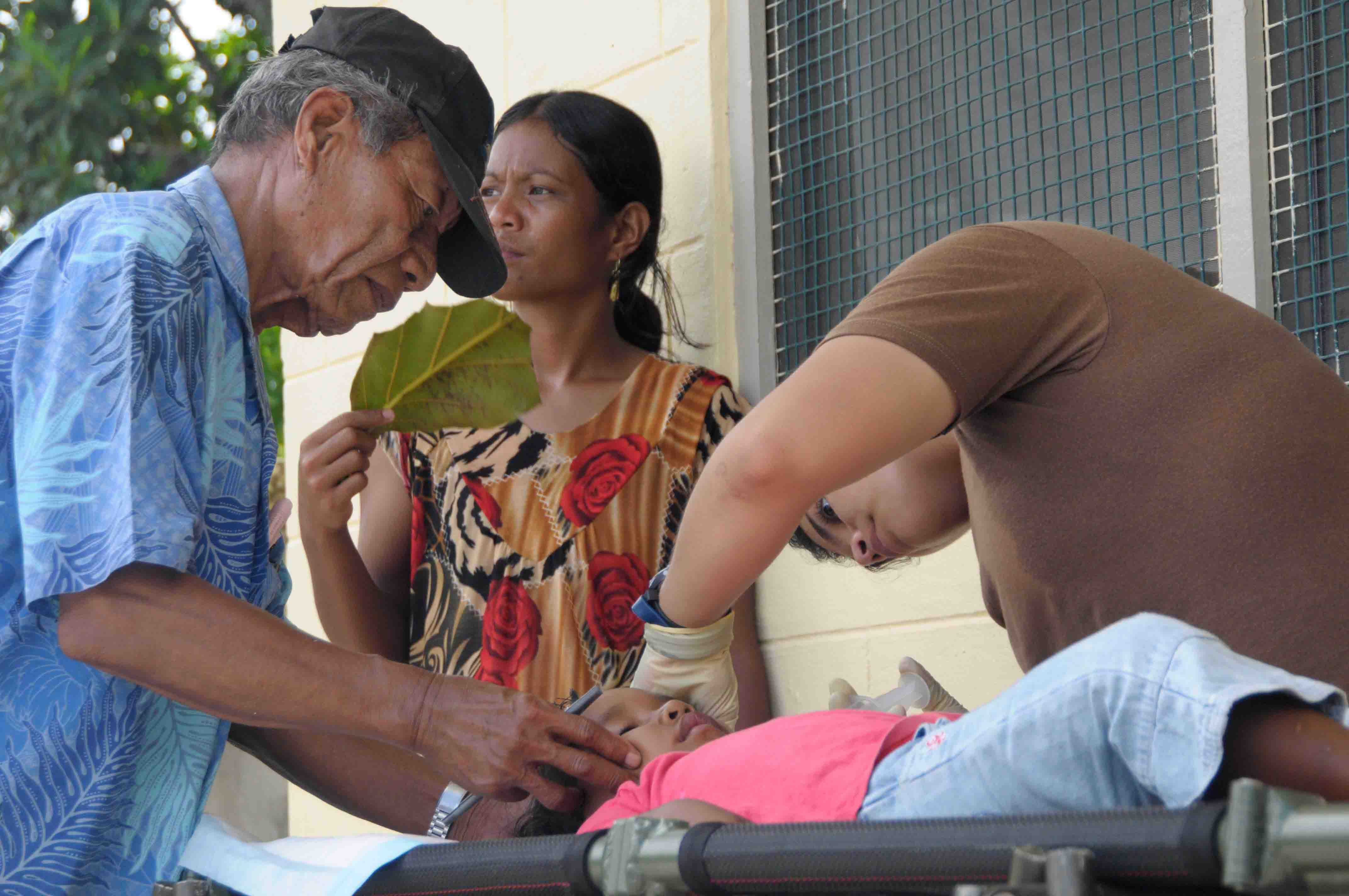
Asociado médico (izquierda) ayudando a la médico militar (derecha) en un tratamiento en Islas Marshall (EE. UU.) en 2009.

Asociado Médico (Physician Assistant en EE. UU., Physician Associate en Reino Unido, o PA en inglés) es un profesional de la rama de la salud licenciado por el estado o certificado por un empleador federal para practicar medicina bajo la supervisión de un médico especialista. Asociado médico es la traducción utilizada por la American Academy of Physician Assistants (Academia Americana de Asociados Médicos). En la mayoría de los casos, esta supervisión no es necesario que se realice in situ, ya que los PA tienen muchos roles que realizan independientemente y muchos Asociados Médicos ejercen en zonas alejadas o con una cobertura médica deficiente. Los Asociados Médicos están autorizados a tratar pacientes, y en la mayoría de los estados en Estados Unidos, también están autorizados a emitir recetas de medicamentos. Algunos tienen incluso permiso para recetar medicamentos controlados como los narcóticos. Además, los Asociados Médicos pueden colaborar en operaciones quirúrgicas. El pago de los servicios prestados se realiza a través de Medicare o seguros privados en EE. UU. y mediante el Servicio Nacional de Salud (National Health Service, NHS) en el Reino Unido.
Los Asociados Médicos tienen unas prácticas definidas, y estas incluyen toma de historial, realización de exámenes físicos, realización de diagnósticos, planificación de tratamientos, ejecución de procedimientos terapéuticos y diagnósticos, interpretación de resultados, prevención y promoción sanitaria.
El concepto de Asociado Médico es popularmente conocido en Estados Unidos, pero también está reconocido legalmente en Canadá y es una profesión en rápido crecimiento en el Reino Unido. Otros países con Asociados Médicos son Afganistán, Australia, Alemania, Ghana, India, Israel, Liberia, los Países Bajos, Nueva Zelanda y Arabia Saudita.

## Estados Unidos

### Empleo
En el 2005 los asociados médicos tenían aproximadamente 65,000 trabajos. El número de trabajos es más alto que el número de asociados médicos porque algunos tienen dos trabajos o más. Por ejemplo, algunos PAs trabajan con un médico supervisor, pero trabajan también en un ejército, clínica u hospital diferente. De acuerdo con la Academia Americana de Asociados Médicos, existen alrededor de 58,665 asociados médicos certificados en ejercicio hasta enero de 2006. Aunque pocos programas confieren un grado de asociado o tan solo un certificado de conclusión, la mayoría de los programas confieren ahora un grado de maestría, solicitando para ello el grado de bachiller para su ingreso; muchos más están a la búsqueda de la acreditación a nivel de magíster.
Según el 2005 PA census del American Academy of Physician Assistants, más del 56 por ciento de PAs trabajaban en los consultorios o clínicas con médicos. Apróximamente 36 por ciento trabajaban en hospitales. Los demás trabajaban, mayoritariamente, en clínicas de la salud pública, las casas de reposo/residencias de la tercera edad, escuelas, en cárceles y prisiones, las agencias de cuidado en casa, y el Departamento de Asuntos de Veteranos de los Estados Unidos. Según el «American Academy of Physician Assistants», alrededor 17 por ciento de todos los PAs proveen asistencia sanitaria a comunidades rurales, y a aquellas con menos de 20.000 habitantes, en las cuales faltan médicos.

### Educación y certificación
En 2006, hay más de 130 programas acreditados de Asociado Médico en existencia en los Estados Unidos. Están todos acreditados por la Comisión de Revisión de Acreditación en Educación del Asociado Médico the Accreditation Review Commission on Education for the Physician Assistant (ARC-PA). La mayoría de ellos son programas de Maestría [master's degree], requiriendo grado previo al ingreso, pero hay algunos disponibles como cursos de pregrado. Algunos de estos cursos de pregrado están haciendo una transición a entrenamiento de grado. 
Un asociado médico puede usar las siglas post nominales PA, RPA, PA-C or RPA-C, donde la R indica "Registrado" y la C indica "Certificado". La "R" es única en sólo un par de estados; la mayoría de los asociados médicos usan PA-C. La certificación es avalada por un organismo, la Comisión Nacional de Certificación de Asociados Médicos National Commission on Certification of Physician Assistants (NCCPA).

## Reino Unido

### Educación
Para ser aceptados en el programa de estudios del Asociado Médico, estos deben ser primero graduados universitarios en disciplinas con bases científicas o sanitarias. Algunos deben tener alguna experiencia en el trato de pacientes si son graduados de otras ramas de la salud. Este programa es por lo tanto, un post-graduado de alta intensidad de dos años de duración en el que se imparte medicina clínica de manera acelerada. En total, 31 universidades del Reino Unido (incluyendo Inglaterra, Gales, Escocia e Irlanda del Norte) imparten este post-graduado. 

### Empleo
El órgano rector de los Asociados Médicos es la Faculty of Physician Associates(Facultad de Asociados Médicos en el Real Colegio de Médicos). Los Asociados Médicos trabajan generalmente para el Servicio Nacional de Salud (NHS en inglés) en ambulatorios, clínicas y hospitales en todo rango de especialidades. Los Asociados Médicos ganan aproximadamente 33,222 libras esterlinas al año.

## Asociados médicos y otros proveedores para el cuidado de la salud

### Asociados médicos (PA) y Practicantes de Enfermería (NP) [Nurse Practitioners]
Los Asociados Médicos y los Practicantes de Enfermería proveen los mismos servicios en la mayoría de los estados, siendo la mayor diferencia entre ambos que los Practicantes de Enfermería son enfermeros registrados y son entrenados en enfermería avanzada. La educación de un Asociado Médico es modelada según el currículum de la Escuela de Medicina en la que estudió, con lo cual los Asociados Médicos son entrenados para practicar la medicina.

### Asociados médicos (PA) y asistentes médicos (MA)
No se debe confundir a los asociados médicos (PAs) con los asistentes médicos (Medical Assistants), que desarrollan rutinas clínicas y administrativas en consultorios médicos y hospitales.

## Historia de los asociados médicos (PA)
La profesión de asociado médico tiene sus orígenes en el altamente entrenado equipo hospitalario (Hospital corpsmen) de la guerra de Vietnam. El doctor Eugene Stead, del Centro Médico de la Universidad Duke en Carolina del Norte, armó la primera clase de PA en 1965, para expandir la calidad del cuidado médico resultante de una escasez de médicos de atención primaria. Para su primera clase, él seleccionó antiguos miembros de la Armada de los Estados Unidos que recibieron considerable entrenamiento médico durante su servicio militar durante la Guerra de Vietnam pero que no tenían ocupación civil comparable o equivalente. Basó el currículum del programa de PA en parte en su conocimiento del entrenamiento de vía rápida de los doctores durante la Segunda Guerra Mundial.[cita requerida]